# Tal-Denkmal

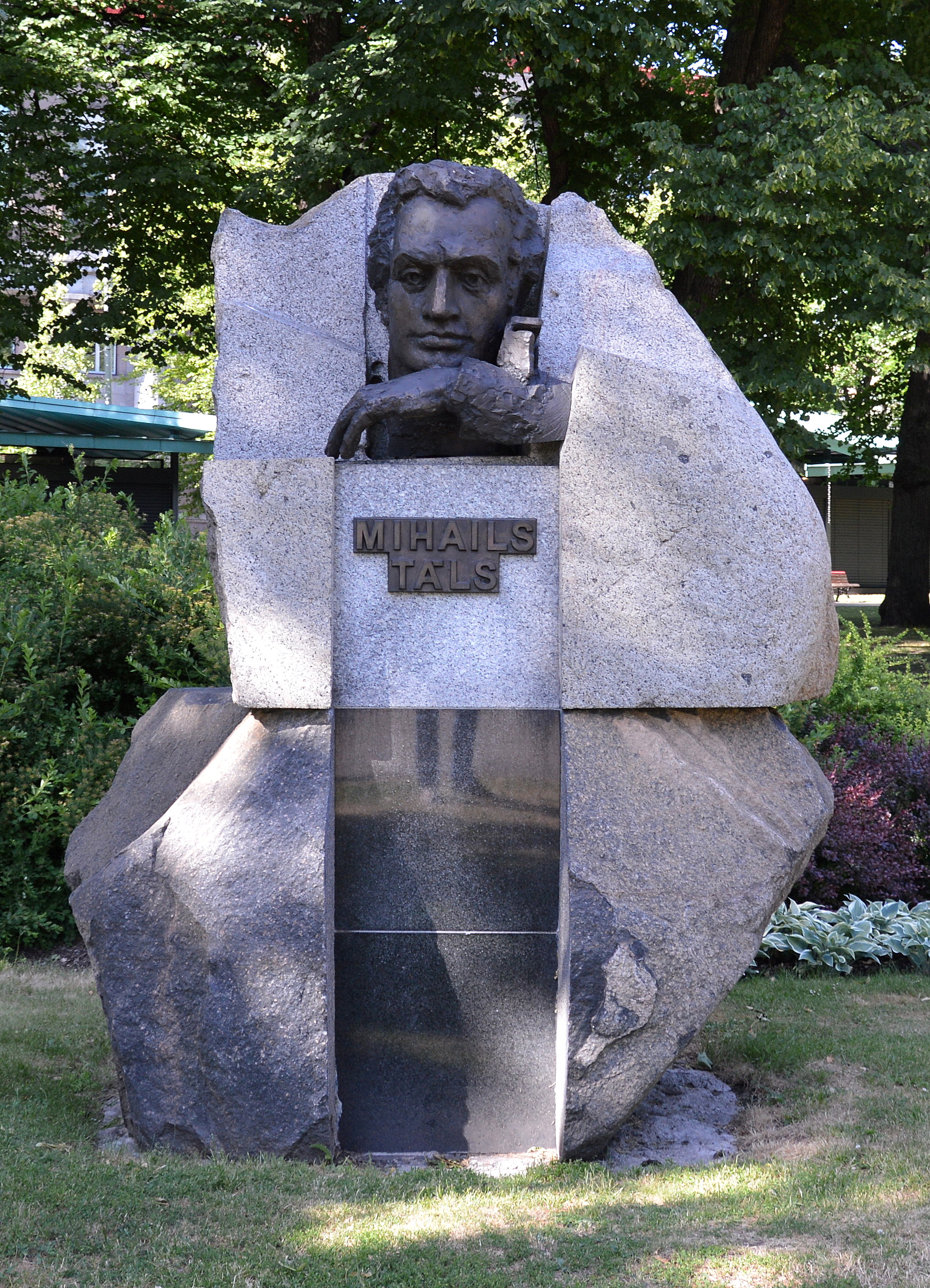
Tal-Denkmal (2018)

Das Tal-Denkmal ist ein Denkmal für den lettischen Schachspieler Michail Tal in der lettischen Hauptstadt Riga.
Es befindet sich im Wöhrmannschen Garten nordöstlich der Rigaer Altstadt.
Das Denkmal wurde vom Bildhauer Oleg Skarainis geschaffen und am 10. August 2001 eingeweiht. Die Architekten waren Guntis Sakne und Liene Šterna. Es entstand ein 2,8 Meter hohes Denkmal aus zwei Blöcken von hellem und dunklem Granit. Die unterschiedliche Farbe der Granitblöcke symbolisiert dabei die weißen und schwarzen Felder des Schachspiels. In die Blöcke ist ein vertikaler Spalt eingearbeitet, in dem sich eine Tal darstellende Bronzebüste befindet. Unterhalb der Büste befindet sich die Namensinschrift Mihails Tāls. Auf der Rückseite des Denkmals befindet sich eine Inschrift, die in lettischer Sprache auf Tal als Schachweltmeister, auf die Initiatoren des Denkmals, den Bildhauer und das Datum der Enthüllung hinweist.
Die Enthüllung erfolgte anlässlich des 800-jährigen Stadtjubiläums Rigas im Jahr 2001. Hintergrund des Aufstellungsorts des Denkmals war der Umstand, dass der Wöhrmannsche Garten vor allem von den 1950er bis zu den 1980er Jahren ein beliebter Platz für das Spiel von Amateur-Schachspielern war. Die Tradition der Schachwettkämpfe im Wöhrmannschen Garten wird bei den jährlichen Stadtfesten (lettisch: Rīgas svētki) im August fortgeführt, oft mit Trauben von Kiebitzen.